# Admontia blanda
Admontia blanda är en tvåvingeart som först beskrevs av Fallen 1820.  Admontia blanda ingår i släktet Admontia och familjen parasitflugor. Arten är reproducerande i Sverige. Inga underarter finns listade i Catalogue of Life.